# 赤地利
赤地利（学名：Fagopyrum cymosum）为蓼科蕎麥屬下的一个种。

## 扩展阅读
[在维基数据编辑]
 《欽定古今圖書集成·博物彙編·草木典·赤地利部》，出自陈梦雷《古今圖書集成》
 《植物名實圖考·赤地利》，出自吳其濬《植物名實圖考》
- 維基物種上的相關：赤地利